# Cressonomyia
Cressonomyia Arnaud, 1958, è un genere di insetti della famiglia degli Ephydridae (Diptera: Schizophora) esclusivo dell'America.

## Descrizione
Gli adulti sono moscerini di piccole dimensioni, con corpo lungo al massimo poco più di 2 mm, generalmente di colore nero, più o meno lucente. Tegumento a volte tomentoso.
Il capo ha fronte ampia e antenne con inserzione alta, nel terzo superiore del profilo laterale. Le antenne hanno il primo flagellomero lungo quanto il pedicello e arista pettinata, portante una serie dorsale di 4-8 peli. Sul pedicello è presente una robusta setola spiniforme, inserita in posizione dorsale. Chetotassi della regione frontale composta da tre paia di setole fronto-orbitali più o meno sviluppate, le prime due paia proclinate, il terzo composto da setole reclinate e inserite leggermente più all'interno rispetto alle anteriori. Setole verticali ben sviluppate. Nel triangolo ocellare sono presenti due robuste setole, lunghe quanto la verticale esterna, proclinate e leggermente divergenti, inserite dietro l'ocello mediano, fra gli ocelli posteriori. L'interpretazione di queste setole, in letteratura, non è ben chiara: 
- Wirth et al. (1987) riportano, come chiave di determinazione per Cressonomyia, Helaeomyia e la maggior parte dei generi della tribù degli Psilopini (Leptopsilopa, Ceropsilopa, Clasiopella e Psilopa), la presenza di setole ocellari inserite posteriormente rispetto all'ocello mediano, mentre le setole pseudopostocellari sono menzionate come assenti oppure deboli e marcatamente divergenti[1]. Nella figura che rappresenta il capo di Cressonomyia aciculata sono evidenti due robuste setole inserite presso il margine posteriore del triangolo, indicate esplicitamente come ocellari, mentre non sono presenti setole interpretabili come pseudopostocellari. Al contrario, le figure che rappresentano alcune specie degli altri Psilopini mostrano due differenti tipi di setole: due ben sviluppate e proclinate, inserite dietro l'ocello mediano più o meno arretrate, le altre relativamente brevi, divergenti, inserite sul margine posteriore del triangolo o subito dietro. Queste ultime sono indicate esplicitamente come pseudopostocellari[2].
- Mathis & Zatwarnicki (2004), nella descrizione del genere, non menzionano le setole ocellari, ma indicano come pseudopostocellari le due setole del triangolo ben sviluppate, proclinate e leggermente divergenti[3].

La faccia presenta elementi diagnostici sostanzialmente ricorrenti negli Psilopini o in raggruppamenti più ampi: profilo appiattito per l'assenza della carena, margine inferiore e zona mediana glabri, setole facciali allineate in due serie verticali parallele alle parafacce. In Cressonomyia è evidente un solo paio di setole ben sviluppate, inclinate verso l'interno e più o meno incrociate, oltre ad una serie di brevi e deboli setole.
Il torace è più o meno tomentoso, di colore variabile dal nero al nero-bluastro, con scutello leggermente più largo che lungo. Chetotassi del mesonoto caratterizzata dalla presenza di due setole acrosticali prescutellari allineate con le dorsocentrali posteriori e le infralari, presuturali e sopralari assenti, notopleurali due. Scutello pubescente nella zona centrale e provvisto di due paia di scutellari marginali, due basali e due apicali, queste ultime più lunghe delle prime. Anepisterno provvisto di due robuste setole.
Le zampe di conformazione normale, con femori anteriori non ingrossati. Le ali sono ialine o leggermente giallastre, con base scura, prive di setole dorsali nel tratto basale della radio. La nervatura presenta la generale conformazione ricorrente negli Efidridi; elementi diagnostici condivisi con altri generi affini sono la lunghezza della costa, estesa fino alla terminazione della media, la posizione del secondo ramo della radio (R2+3), distanziato dalla costa, il profilo più o meno rettilineo della trasversale medio-cubitale discale (dm-cu). I bilancieri sono neri.
L'addome è nerastro, glabro o tomentoso, composto da cinque uriti apparenti, con terzo e quarto tergite lunghi e quinto tergite breve. Gli uriti terminali del maschio mostrano l'epandrio conformato a U rovesciata alla vista posteriore, con cerci bastoncellari più o meno ricurvi, più stretti dorsalmente, e surstili allungati.

## Sistematica

### Suddivisione sistematica
La storia della sistematica di Cressonomyia è piuttosto confusa, a causa della ricorrenza di errori e di sinonimie nella nomenclatura del genere e delle specie. Il genere fu definito, in principio, da Cresson (1918) attribuendogli il nome Plagiops, con l'inclusione delle specie Plagiops aciculata Loew, 1862) e Plagiops nitidifrons Cresson, 1918 (=Cressonomyia aciculata). Questo nome, tuttavia, era già impegnato da Townsend (1911) per denominare un genere della famiglia dei Tachinidae. Vent'anni dopo, lo stesso Cresson (1938) propose il nome Plagiopsis, ma anche questo era già impegnato in precedenza da Brauer & Bergenstamm per definire un altro genere dei Tachinidae. L'incongruenza è stata definitivamente risolta da Arnaud (1958), il quale propose il nome Cressonomyia e, come specie tipo, Plagiops nitidifrons Cresson, 1918.
Altrettanto confusa fu, per quasi un secolo, la nomenclatura relativa alle specie, fino alla prima effettiva revisione tassonomica del genere, sviluppata da Mathis & Zatwarnicki (2004). La prima specie di Cressonomyia si deve a Loew (1862), che la classificò con il nome di Psilopa aciculata (=Cressonomyia aciculata). A cavallo fra la seconda metà del XIX secolo e gli inizi del Novecento si aggiunsero nuove specie che, attualmente, sono identificate come appartenenti a questo genere: Ephygrobia metallica Schiner, 1868 (=Cressonomyia aciculata), Psilopa aeneonigra Loew (1878), Psilopa fulvipennis Hine, 1904. Altre quattro specie furono invece descritte da Cresson intorno al 1920: Plagiops nitidifrons (1918), contestualmente all'istituzione del genere Plagiops, Psilopa meridionalis (1918), Plagiops hinei (1922) e Psilopa skinneri (1922). Come si può osservare, la maggior parte delle specie furono classificate nel genere Psilopa, uno dei più importanti della famiglia degli Efidridi, almeno sotto l'aspetto storico. Al genere Plagiops furono effettivamente attribuite solo due specie, definite da Cresson nel 1918 e nel 1922.
I riferimenti in letteratura relativi a queste specie, negli anni successivi, sono circoscritti a rari contributi in materia di nomenclatura e di catalogazione geografica e si devono a Cresson (1925, 1938, 1942, 1946), Arnaud (1958), Wirth (1965, 1968), Mathis & Zatwarnicki (1995). I punti focali di tali contributi, in ordine sequenziale, sono i seguenti:
- Cresson (1925) aggiunse al genere Plagiops le specie Psilopa aciculata e Ephygrobia metallica, quest'ultimo come sinonimo minore del primo[6]. Nel 1938 attribuì a Plagiops, come si è detto, il nuovo nome Plagiopsis e, contestualmente, vi incluse Psilopa meridionalis. Nel 1942 vi spostò anche Psilopa skinneri e, nell'ambito del genere Psilopa, ridusse Psilopa fulvipennis a sinonimo minore di Psilopa aeneonigra.
- Arnaud (1958) rinominò il genere Plagiopsis proponendo il nuovo nome Cressonomyia, in onore a Cresson. Il contributo di Arnaud, specialista dei Tachinidi, non entra nel merito della suddivisione sistematica del genere, ma si limita a risolvere l'omonimia relativa a Plagiopsis.
- Wirth, nel catalogo delle specie neartiche (1965), aggiunse al genere Psilopa aeneonigra e confermò le altre specie già classificate in Cressonomyia (C. aciculata, C. hinei e C. skinneri). Nel catalogo delle specie neotropicali (1968) confermò l'appartenenza di C. nitidifrons, C. skinneri e C. meridionalis. Nel complesso, al genere Cressonomyia attribuì sei specie, di cui una neartica e neotropicale, tre neartiche e due neotropicali. Il quadro tassonomico del genere è confermato da Wirth et al. (1987) nel secondo volume del Manual of Nearctic Diptera, che includono Cressonomyia nelle chiavi di determinazione dei generi degli Efidridi neartici riportandovi, senza menzionarle, il numero totale di quattro specie[1].

A Mathis & Zatwarnicki (2004) si deve la sostanziale revisione della sistematica di Cressonomyia, con l'individuazione delle relazioni filogenetiche sia esterne, in rapporto agli altri generi della tribù dei Psilopini, sia interne, e l'identificazione delle specie e delle sinonimie. C. nitidifrons e i suoi relativi sinonimi (Plagiops nitidifrons e Plagiopsis nitidifrons) sono stati ridotti a sinonimi minori di C. aciculata. Gli Autori, inoltre, aggiungono la specie Cressonomyia bolivia, di nuova descrizione.
Il quadro cronologico è riassunto nel seguente schema
| Psilopa aciculata Loew, 1862 | Cresson (1925) | Plagiops Cresson, 1918 P. aciculata (Loew, 1862) P. nitidifrons Cresson, 1918 P. hinei Cresson, 1922 | Plagiops Cresson, 1918 P. aciculata (Loew, 1862) P. nitidifrons Cresson, 1918 P. hinei Cresson, 1922 | Plagiops Cresson, 1918 P. aciculata (Loew, 1862) P. nitidifrons Cresson, 1918 P. hinei Cresson, 1922 |                             |
| Cresson (1925) | | Plagiops Cresson, 1918 P. aciculata (Loew, 1862) P. nitidifrons Cresson, 1918 P. hinei Cresson, 1922 | Plagiops Cresson, 1918 P. aciculata (Loew, 1862) P. nitidifrons Cresson, 1918 P. hinei Cresson, 1922 | Plagiops Cresson, 1918 P. aciculata (Loew, 1862) P. nitidifrons Cresson, 1918 P. hinei Cresson, 1922 |                             |
| Ephygrobia metallica Schiner, 1868 | | | Cresson (1938) | |                             |
| Psilopa meridionalis Cresson, 1918 Psilopa skinneri Cresson, 1922 | Cresson (1938) Cresson (1942) | Plagiopsis Cresson, 1938 P. aciculata (Loew, 1862) P. nitidifrons (Cresson, 1918) P. hinei (Cresson, 1922) P. meridionalis (Cresson, 1918) P. skinneri (Cresson, 1922)                                                                   | Plagiopsis Cresson, 1938 P. aciculata (Loew, 1862) P. nitidifrons (Cresson, 1918) P. hinei (Cresson, 1922) P. meridionalis (Cresson, 1918) P. skinneri (Cresson, 1922)                                                                   | Plagiopsis Cresson, 1938 P. aciculata (Loew, 1862) P. nitidifrons (Cresson, 1918) P. hinei (Cresson, 1922) P. meridionalis (Cresson, 1918) P. skinneri (Cresson, 1922)                                                                   |                             |
| | | | Arnaud (1958) | |                             |
| Psilopa fulvipennis Hine, 1904 | | Cressonomyia Arnaud, 1958 C. aciculata (Loew, 1862) C. nitidifrons (Cresson, 1918) C. hinei (Cresson, 1922) C. meridionalis (Cresson, 1918) C. skinneri (Cresson, 1922) C. aeneonigra (Loew, 1878) C. bolivia Mathis & Zatwarnicki, 2004 | Cressonomyia Arnaud, 1958 C. aciculata (Loew, 1862) C. nitidifrons (Cresson, 1918) C. hinei (Cresson, 1922) C. meridionalis (Cresson, 1918) C. skinneri (Cresson, 1922) C. aeneonigra (Loew, 1878) C. bolivia Mathis & Zatwarnicki, 2004 | Cressonomyia Arnaud, 1958 C. aciculata (Loew, 1862) C. nitidifrons (Cresson, 1918) C. hinei (Cresson, 1922) C. meridionalis (Cresson, 1918) C. skinneri (Cresson, 1922) C. aeneonigra (Loew, 1878) C. bolivia Mathis & Zatwarnicki, 2004 | Mathis & Zatwarnicki (2004) |
| Cresson (1942) | | Cressonomyia Arnaud, 1958 C. aciculata (Loew, 1862) C. nitidifrons (Cresson, 1918) C. hinei (Cresson, 1922) C. meridionalis (Cresson, 1918) C. skinneri (Cresson, 1922) C. aeneonigra (Loew, 1878) C. bolivia Mathis & Zatwarnicki, 2004 | Cressonomyia Arnaud, 1958 C. aciculata (Loew, 1862) C. nitidifrons (Cresson, 1918) C. hinei (Cresson, 1922) C. meridionalis (Cresson, 1918) C. skinneri (Cresson, 1922) C. aeneonigra (Loew, 1878) C. bolivia Mathis & Zatwarnicki, 2004 | Cressonomyia Arnaud, 1958 C. aciculata (Loew, 1862) C. nitidifrons (Cresson, 1918) C. hinei (Cresson, 1922) C. meridionalis (Cresson, 1918) C. skinneri (Cresson, 1922) C. aeneonigra (Loew, 1878) C. bolivia Mathis & Zatwarnicki, 2004 |                             |
| Psilopa aeneonigra Loew, 1878 | Wirth (1965) | Cressonomyia Arnaud, 1958 C. aciculata (Loew, 1862) C. nitidifrons (Cresson, 1918) C. hinei (Cresson, 1922) C. meridionalis (Cresson, 1918) C. skinneri (Cresson, 1922) C. aeneonigra (Loew, 1878) C. bolivia Mathis & Zatwarnicki, 2004 | Cressonomyia Arnaud, 1958 C. aciculata (Loew, 1862) C. nitidifrons (Cresson, 1918) C. hinei (Cresson, 1922) C. meridionalis (Cresson, 1918) C. skinneri (Cresson, 1922) C. aeneonigra (Loew, 1878) C. bolivia Mathis & Zatwarnicki, 2004 | Cressonomyia Arnaud, 1958 C. aciculata (Loew, 1862) C. nitidifrons (Cresson, 1918) C. hinei (Cresson, 1922) C. meridionalis (Cresson, 1918) C. skinneri (Cresson, 1922) C. aeneonigra (Loew, 1878) C. bolivia Mathis & Zatwarnicki, 2004 |                             |
| Mathis & Zatwarnicki (2004) | | Cressonomyia Arnaud, 1958 C. aciculata (Loew, 1862) C. nitidifrons (Cresson, 1918) C. hinei (Cresson, 1922) C. meridionalis (Cresson, 1918) C. skinneri (Cresson, 1922) C. aeneonigra (Loew, 1878) C. bolivia Mathis & Zatwarnicki, 2004 | Cressonomyia Arnaud, 1958 C. aciculata (Loew, 1862) C. nitidifrons (Cresson, 1918) C. hinei (Cresson, 1922) C. meridionalis (Cresson, 1918) C. skinneri (Cresson, 1922) C. aeneonigra (Loew, 1878) C. bolivia Mathis & Zatwarnicki, 2004 | Cressonomyia Arnaud, 1958 C. aciculata (Loew, 1862) C. nitidifrons (Cresson, 1918) C. hinei (Cresson, 1922) C. meridionalis (Cresson, 1918) C. skinneri (Cresson, 1922) C. aeneonigra (Loew, 1878) C. bolivia Mathis & Zatwarnicki, 2004 |                             |
| | | | Mathis & Zatwarnicki (2004) | |                             |
| | Cressonomyia Arnaud, 1958 (=Ephygrobia Schiner, 1868, Plagiops Cresson, 1918, Plagiopsis Cresson, 1938) Cressonomyia aciculata (Loew, 1862) Cressonomyia hinei (Cresson, 1922) Cressonomyia meridionalis (Cresson, 1918) Cressonomyia skinneri (Cresson, 1922) Cressonomyia bolivia Mathis & Zatwarnicki, 2004 | | | |                             |
| Legenda. Nomi in grassetto: specie e generi di nuova descrizione. In nero: nuove denominazioni a seguito di spostamento in altro genere. In rosso: sinonimizzazioni. Su sfondo giallo: sistematica del genere Cressonomyia o dei suoi relativi sinonimi. Su sfondo verde: sistematica del genere Cressonomyia dopo l'ultima revisione (Mathis & Zatwarnicki, 2004). | | | | |                             |

Dopo la revisione del 2004, il genere ha la seguente impostazione tassonomica e nomenclaturale:
- Genere Cressonomyia Arnaud, 1958. Sinonimi: Ephygrobia Schiner, 1868. Specie tipo: Plagiops nitidifrons Cresson, 1918.
  - Cressonomyia aciculata (Loew, 1862). Sinonimi: Ephygrobia metallica Schiner, 1868, Plagiops nitidifrons Cresson, 1918.
  - Cressonomyia bolivia Mathis & Zatwarnicki, 2004
  - Cressonomyia hinei (Cresson, 1922)
  - C. meridionalis (Cresson, 1918)
  - C. skinneri (Cresson, 1922)

### Inquadramento tassonomico e filogenesi
Per l'affinità morfologica con altri generi della vecchia sottofamiglia delle Psilopinae, Cressonomyia è storicamente incluso nella tribù degli Psilopini, spostata da Zatwarnicki (1992) nella nuova sottofamiglia delle Discomyzinae.
Sotto l'aspetto filogenetico, Cressonomyia è strettamente correlato al genere Peltopsilopa, con il quale condivide alcuni caratteri morfologici considerati sinapomorfici (pigmentazione delle ali e dei bilancieri, conformazione dei postsurstili) e la distribuzione esclusiva nel continente americano, prevalentemente a basse latitudini. Da Peltopsilopa si distingue nettamente per la conformazione dello scutello, relativamente breve in Cressonomyia, marcatamente lungo, fino a sovrastare parte dell'addome, in Peltopsilopa.
Nell'ambito del genere, Mathis & Zatwarnicki (2004), individuano tre cladi distinti e correlati secondo il seguente schema:
|  | gruppo ACICULATA (C. aciculata, C. bolivia)                                                                    |
|  | |
|  | \| \| gruppo MERIDIONALIS (C. meridionalis) \| \| \| \| \| \| gruppo HINEI (C. hinei, C. skinneri) \| \| \| \| |
|  | |
|  | gruppo MERIDIONALIS (C. meridionalis)                                                                          |
|  | |
|  | gruppo HINEI (C. hinei, C. skinneri)                                                                           |
|  | |

|  | gruppo MERIDIONALIS (C. meridionalis) |
|  |                                       |
|  | gruppo HINEI (C. hinei, C. skinneri)  |
|  |                                       |

## Distribuzione
Come detto in precedenza, il genere è esclusivo del continente americano ed è rappresentato nelle regioni tropicali e subtropicali del Neartico e del Neotropico, con maggiore frequenza nei paesi che si affacciano nel Golfo del Messico e nel Mare Caraibico.
C. aciculata ha un ampio areale che si estende dal Texas meridionale e dalle Bahamas fino al Brasile, al Paraguay e al Perù, ma la maggiore concentrazione dei ritrovamenti si rileva nei Caraibi, nell'America centrale e nei paesi caraibici del Sudamerica (Colombia, Venezuela). C. hinei è frequente nell'America centrale e negli stati meridionali degli USA, con particolare concentrazione di segnalazioni in Florida. C. skinneri è diffusa soprattutto nei Caraibi, ma la specie è segnalata anche in altre regioni del Neotropico (Messico, Panama, Venezuela, Brasile, Argentina settentrionale).
Areali circoscritti riguardano invece le rimanenti specie: C. bolivia (Bolivia) e C. meridionalis (Messico e Costa Rica).